# Henriette Frederica Bosscha
Henriette Frederica Bosscha (Deventer, 20 januari 1831 – Twello, 14 januari 1912), was een onderwijzeres en schrijfster. Zij schreef onder pseudoniem Herfrieda. Henriëtte was de dochter van hoogleraar Petrus Bosscha (1789-1871) en Elisabeth van de Schaft (1792-1879). Henriette Frederica Bosscha bleef ongehuwd.
Henriette Bosscha werd geboren als jongste in een gezin van zes kinderen en woonde op de Stroomarkt in Deventer. Haar vader Pieter Bosscha was hoogleraar letterkunde en geschiedenis aan het Atheneum in Deventer. De ongehuwd gebleven Henriette bleef net als haar schrijvende zus Anna Bosscha lang thuis wonen. Later zouden beiden verhuizen naar Twello.

## Auteur
In 1869 publiceerde zij onder het pseudoniem Herfrieda Een teedere snaar. Open brief aan alle beschaafde vrouwen in Nederland. Ze pleitte hierin  voor beter onderwijs voor vrouwen.
In het blad Ons Streven bepleitte ze het geven van teken- muziek en handwerkonderwijs voor meisjes. Daarbij zou tevens het gevoel voor schoonheid moeten worden bijgebracht bij meisjes uit de armere standen. Henriette Bosscha probeerde dit als mededirectrice van een naai- en breischool voor meisjes in praktijk te brengen.
Behalve artikelen op haar vakgebied publiceerde Herfrieda ook verhalen en novellen in tijdschriften.

## Publicaties
- Een teedere snaar. Open brief aan alle beschaafde vrouwen in Nederland’’, Deventer, 1869

Onder het pseudoniem Herfrieda verschenen:
- Wie maakt zich gaarne belachelijk?, Ons Streven (1871) 34, 135-136.
- De zendeling en de kastanjeboom (Tiel 1873)
- Margaretha en Evert met de bloemen (Tiel 1873)
- Een ongeluk, wat toch een geluk was (Tiel 1873)
- Een droom’’, De Tijdspiegel (1874) 356-365